# Iulius Celerinus

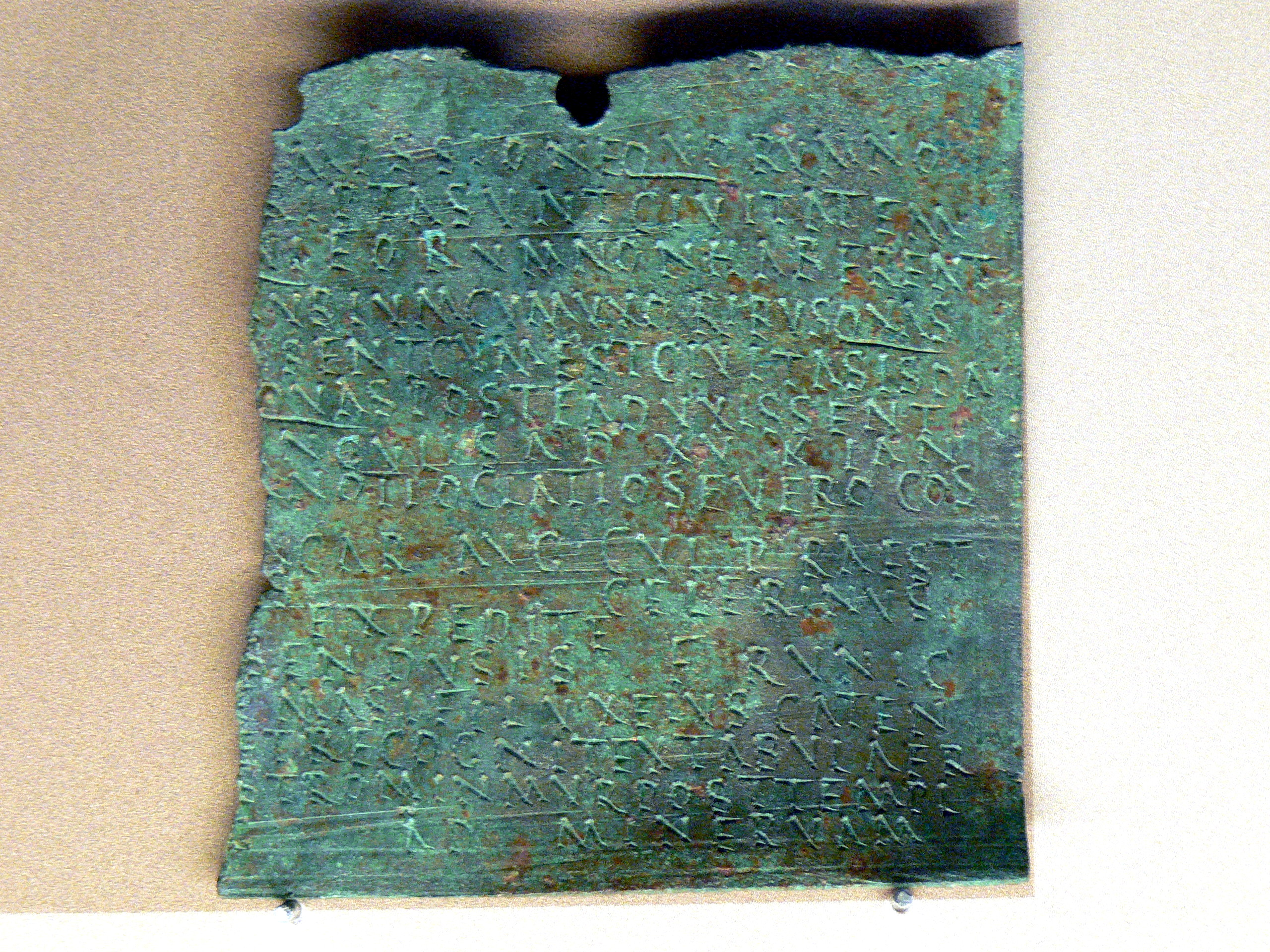
Das Militärdiplom von 160 n. Chr.

Iulius Celerinus (sein Praenomen ist nicht bekannt) war ein im 2. Jahrhundert n. Chr. lebender Angehöriger des römischen Ritterstandes (Eques).
Durch ein Militärdiplom, das auf den 18. Dezember 160 datiert ist, ist belegt, dass Celerinus 160 Kommandeur der Cohors V Bracaraugustanorum war, die zu diesem Zeitpunkt in der Provinz Raetia stationiert war.